# Jeando Fuchs
Pour les articles homonymes, voir Fuchs.
Jeando Pourrat Fuchs, né le 11 octobre 1997 à Yaoundé au Cameroun, est un footballeur international camerounais. Il évolue au poste de milieu défensif au Bnei Sakhnin FC.

## Carrière
Passé par de nombreux clubs alsaciens tels que l'US Hésingue, le FC Bartenheim, le FC Saint-Louis Neuweg ou encore le FC Mulhouse, le FC Sochaux-Montbéliard le repère en 2014 pour intégrer dans un premier temps le centre de formation du club franc-comtois.
Après une première saison effectué avec l'équipe réserve, il signe son premier contrat professionnel avec le FC Sochaux en octobre 2015. Quelques jours plus tard, il participe à son premier match professionnel en entrant en jeu lors de la 13e journée de Ligue 2. Il prend de plus en plus d'ampleur dans l'effectif sochalien, jusqu'à devenir un titulaire indiscutable en fin de saison. Pour sa première saison pro, il prend part à trente matchs toutes compétitions confondues.
La saison suivante, il inscrit son premier but pro, lors de la 17e journée de Ligue 2 contre Bourg-en-Bresse.

### Sélection camerounaise
En juin 2018, il participe au Festival International Espoirs - Tournoi Maurice Revello avec les espoirs français.
Après avoir remporté l'Euro 2016 avec l'équipe de France des moins de 19 ans, il choisit en novembre 2018 de jouer pour le Cameroun.
Il fête sa première sélection le 20 novembre 2018 lors d'un match amical face au Brésil (défaite 1-0).

## Statistiques
| Saison                | Club                   | Championnat           | Championnat | Championnat | Coupe nationale | Coupe nationale | Coupe de la Ligue | Coupe de la Ligue | Total | Total |
| Saison                | Club                   | Division              | M.          | B.          | M.              | B.              | M.                | B.                | M.    | B.    |
| 2014-2015             | FC Sochaux-Montbéliard | Ligue 2               | 1           | 0           | -               | -               | -                 | -                 | 1     | 0     |
| 2015-2016             | FC Sochaux-Montbéliard | Ligue 2               | 24          | 0           | 5               | 0               | -                 | -                 | 29    | 0     |
| 2016-2017             | FC Sochaux-Montbéliard | Ligue 2               | 27          | 2           | -               | -               | 4                 | 0                 | 31    | 2     |
| 2017-2018             | FC Sochaux-Montbéliard | Ligue 2               | 31          | 1           | 3               | 0               | 1                 | 0                 | 35    | 1     |
| 2018-2019             | FC Sochaux-Montbéliard | Ligue 2               | 22          | 2           | 1               | 0               | -                 | -                 | 23    | 2     |
| Sous-total            | Sous-total             | Sous-total            | 105         | 5           | 9               | 0               | 5                 | 0                 | 119   | 5     |
| 2019-2020             | Maccabi Haïfa          | Ligat ha'Al           | 6           | 0           | 1               | 0               | -                 | -                 | 7     | 0     |
| 2020-2021             | Dundee United FC       | Premiership           | 15+5        | 0           | 4               | 0               | 1                 | 0                 | 25    | 0     |
| 2021-2022             | Dundee United FC       | Premiership           | 18          | 0           | 5               | 0               | -                 | -                 | 23    | 0     |
| Sous-total            | Sous-total             | Sous-total            | 38          | 0           | 9               | 0               | 1                 | 0                 | 48    | 0     |
| 2021-2022             | Peterborough United    | Championship          | 18          | 0           | 2               | 0               | -                 | -                 | 20    | 0     |
| 2022-2023             | Peterborough United    | League One            | 22          | 0           | 3+3             | 0               | 2                 | 0                 | 30    | 0     |
| 2023-2024             | Peterborough United    | League One            | 5           | 0           | 0+5             | 0               | 1                 | 0                 | 11    | 0     |
| Sous-total            | Sous-total             | Sous-total            | 45          | 0           | 13              | 0               | 3                 | 0                 | 61    | 0     |
| 2014-2025             | Bnei Sakhnin FC        | Ligat ha'Al           | 11          | 0           | 1               | 0               | -                 | -                 | 12    | 0     |
| Total sur la carrière | Total sur la carrière  | Total sur la carrière | 205         | 5           | 33              | 0               | 9                 | 0                 | 247   | 5     |

## Palmarès

### En club
Avec les jeunes du FC Sochaux-Montbéliard, il remporte la Coupe Gambardella en 2015.
Il est vice-champion d'Israël en 2020 avec le Maccabi Haïfa.

### En sélection nationale
Il est champion d'Europe avec l'équipe de France des moins de 19 ans en 2016.

### Distinctions individuelles
Il est nommé jouer de l'année du FC Sochaux-Montbéliard pour la saison 2019-2020.